# Barrio Perdriel IV
Barrio Pedriel IV es una localidad argentina ubicada en el Distrito Perdriel, Departamento Luján de Cuyo, Provincia de Mendoza. Se encuentra entre la localidad de Perdriel y la Refinería de Luján de Cuyo, y lo constituyen una serie de barrios localizados a lo largo de la calle Cobos, entre la Ruta Nacional 7 y la Provincial 84. La zona cuenta con gas natural.